# Hemiechinus collaris
Hemiechinus collaris là một loài động vật có vú trong họ Erinaceidae, bộ Erinaceomorpha. Loài này được Gray mô tả năm 1830.